# 정선희 (가수)
정선희는 대한민국의 가수이다.

## 데뷔
- 2007년 정규 앨범 '도대체'

## 음반
- 2022년 사랑한잔 딱 좋아
- 2022년 사천으로 오세요
- 2022년 그 누가 아니
- 2017년 그거야
- 2007년 도대체